# Sant Joan de Cabestany
Sant Joan de Cabestany és una església del poble de Cabestany, al municipi de Montoliu de Segarra (Segarra) inclosa a l'Inventari del Patrimoni Arquitectònic de Catalunya.

## Descripció
És una església situada a la plaça del mateix nom, dins del nucli urbà del poble. L'edifici se'ns presenta de planta rectangular, d'una sola nau, capçalera plana i coberta exterior a doble vessant. A la façana principal s'obre la porta d'accés d'arc de mig punt adovellat amb treball bisellat, de guardapols motllurat. Destaquem, també el treball en relleu esculpit d'una creu de l'ordre de l'Hospital a la clau d'arc d'aquesta porta d'accés. Reformes posteriors van alterar l'estructura de la primitiva església, com podem veure a la seva capçalera, amb annexió de la sagristia l'any 1637, data que apareix incisa a la llinda d'una finestra d'aquesta. Finalment, corona aquesta façana principal, un campanar d'espadanya de dos ulls i una petita obertura, acabada en arc de mig punt monolític a la part superior, centrada al mig dels dos ulls de campanes. L'obra presenta un parament paredat amb presència de carreus de pedra del país, a les obertures i cantoneres de les façanes d'aquesta església.

## Història
El lloc és documentat des de 1075. És una església sufragània de la parròquia de Santa Maria de la Guàrdia Lada. Va pertànyer al bisbat de Vic fins a 1957, any en què fou annexada a la diòcesi de Solsona. Procedent de l'antic fossar situat al costat de l'església de Sant Joan de Cabestany es conserven al cementiri nou quatre esteles funeràries ara encimbellades als murs, del segle xii.